# Kanton Niort-Ouest
Der Kanton Niort-Ouest war von 1973 bis 2015 ein französischer Wahlkreis im Arrondissement Niort, im Département Deux-Sèvres und in der Region Poitou-Charentes; sein Hauptort war Niort. Der letzte Vertreter im Conseil Général des Départements war von 1998 bis 2015 Gérard Zabatta (PS). 

## Gemeinden
Der Kanton bestand aus zwei Gemeinden und einigen Vierteln der Stadt Niort (im Kanton lebten etwa 20.500 Einwohner der Stadt Niort; angegeben ist hier die Gesamteinwohnerzahl):
| Gemeinde | Einwohner Jahr | Fläche km² | Bevölkerungsdichte | Code INSEE | Postleitzahl |
| -------- | -------------- | ---------- | ------------------ | ---------- | ------------ |
| Coulon   | 2.244 (2013)   | 29,79      | 75 Einw./km²       | 79100      | 79510        |
| Magné    | 2.680 (2013)   | 14,8       | 181 Einw./km²      | 79162      | 79460        |
| Niort    | 57.393 (2013)  | –          | – Einw./km²        | 79191      | 79000        |

## Bevölkerungsentwicklung
| 1999   | 2006   | 2012   |
| ------ | ------ | ------ |
| 26.139 | 26.512 | 25.166 |